# Cedrus atlantica
Cedrus libani subsp. atlantica · Cèdre de l'Atlas
Espèce
Synonymes
- Cedrus libani var. atlantica (Endl.) Hook.f.
- Cedrus libani subsp. atlantica (Endl.) Batt. & Trab.

Statut de conservation UICN

 EN A2cd : En danger
Le Cèdre de l'Atlas (Cedrus atlantica, synonyme Cedrus libani subsp. atlantica) est une espèce d'arbres conifères de la famille des Pinaceae anciennement considérée comme une sous-espèce du cèdre du Liban. Il est originaire de l'Atlas, massif montagneux d'Afrique du Nord. Dans son aire naturelle, au Maroc et en Algérie, il est considéré comme en danger par l'UICN. Arbre majestueux, il a été planté dans de nombreux parcs.

## Description

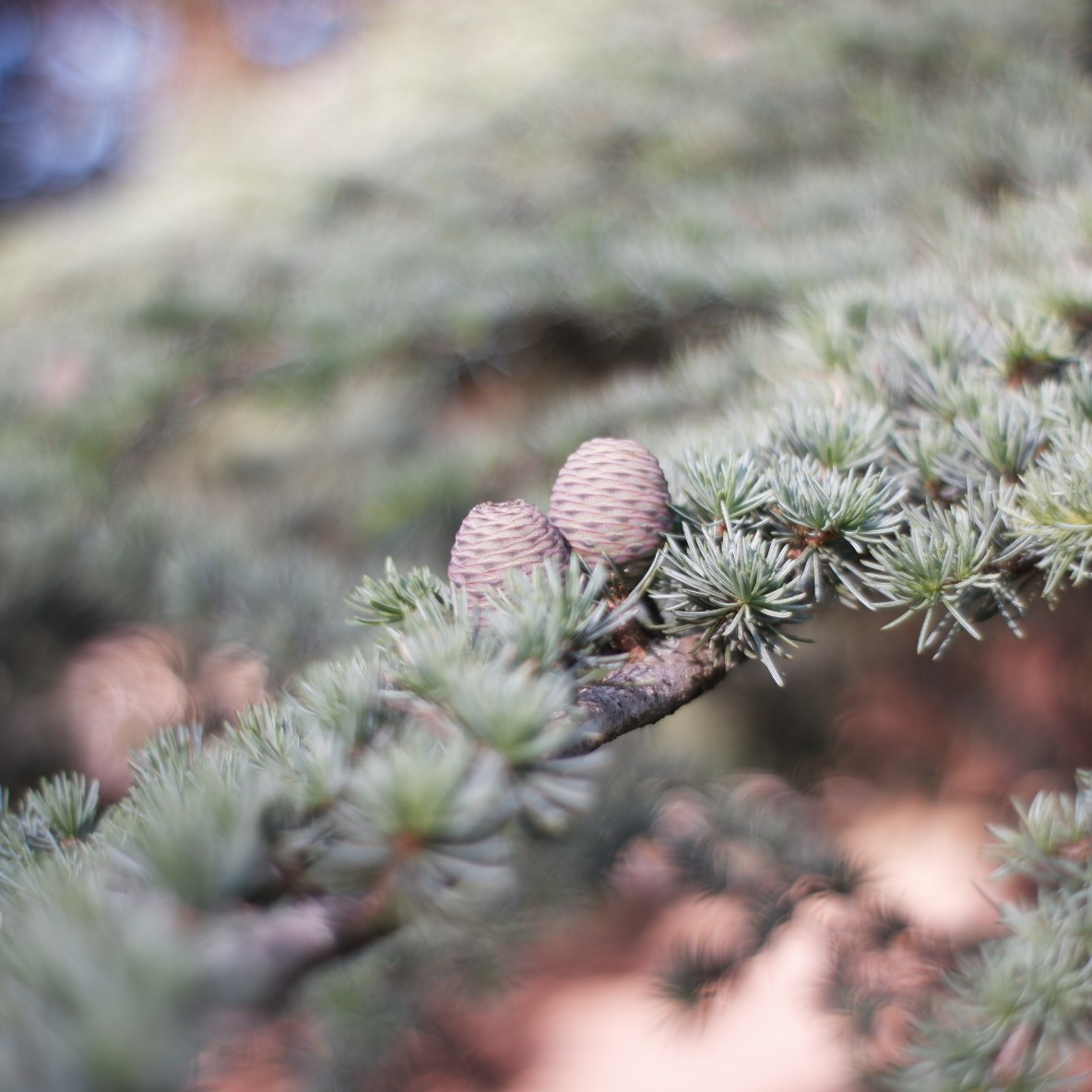
Cônes sur un cèdre de l'Atlas à Gray.

Aussi appelé cèdre bleu ou cèdre argenté, le cèdre de l'Atlas est un arbre d'allure majestueuse et imposante pouvant atteindre une hauteur de 30 à 40 mètres ; son port, bien que présentant souvent une cime tabulaire à l'âge adulte, est plus longiligne que celui de Cedrus libani ; sa longévité est importante (500-600 ans, parfois beaucoup plus dans les conditions propices)[précision nécessaire].
Il se distingue des autres espèces de cèdres par ses rameaux dressés, ses aiguilles courtes (de 2 ou 2,5 cm de longueur en général), peu pointues et persistantes.
Le cèdre est une espèce monoïque, certaines branches portant des cônes mâles, d'autres des cônes femelles.
L'anthèse a lieu en début d'automne, période où les cones mâles, qui mesurent 3 à 4 cm de longueur pour un diamètre de 1cm, libèrent une quantité conséquente de pollen, de couleur jaunâtre.
Les cônes femelles, qui ne commencent à apparaitre qu'après 45-50 ans, sont dressés verticalement. Ils sont jaune rougeâtre et ont un sommet aplati. Ils sont plus petits en moyenne que ceux du cèdre du Liban : ils mesurent de 5 à 7 cm de longueur contre 8 à 10 cm pour ce dernier. Leurs écailles sont bordées d'un liseré brun. Ils ont besoin de 3 ans pour arriver à maturité et s’ouvrent courant mars pour libérer leurs graines, disséminées par anémochorie. Ils contiennent des graines triangulaires munies d'une ailette de 20 mm dont le taux de viabilité est inférieur à 20% ; les graines proches du sommet du cône sont atrophiées.

### Les variétés
Le cèdre de l'Atlas présente plusieurs variétés locales, différentes par la taille, l'aspect, et surtout par la couleur, le Cedrus atlantica 'Glauca', d'une couleur bleuâtre à turquoise étant peut-être le plus beau et le plus pittoresque.
- Cèdre de l'Atlas (Cedrus atlantica), l'espèce d'origine ;
- Cèdre de l'Atlas doré (Cedrus atlantica 'Aurea') ;
- Cèdre de l'Atlas fastigié (Cedrus atlantica 'Fastigiata') ;
- Cèdre pleureur (Cedrus atlantica 'Pendula'), variété pleureuse (branches retombant vers le bas) du cèdre de l'Atlas ;
- Cèdre de l'Atlas pyramidal (Cedrus atlantica 'Pyramidalis'), dont les branches sont serrées le long du tronc.
- Groupe de cultivars Glauca :
  - Cèdre bleu de l'Atlas (Cedrus atlantica 'Glauca' (Endl.) Batt. & Trab.), dont les aiguilles sont de couleur bleu-gris argent ;
  - Cèdre bleu pleureur (Cedrus atlantica 'Glauca Pendula' Batt. & Trab.), dont le premier individu a été produit à l'arboretum de la Vallée-aux-Loups, à l'époque pépinière où étaient cultivés des cèdres bleus de l'Atlas (Cedrus atlantica 'Glauca'). Une mutation donna un port pleureur à l'un de ces arbres, qui fut par la suite « exploité » par le pépiniériste ; il est toujours visible à l'arboretum.

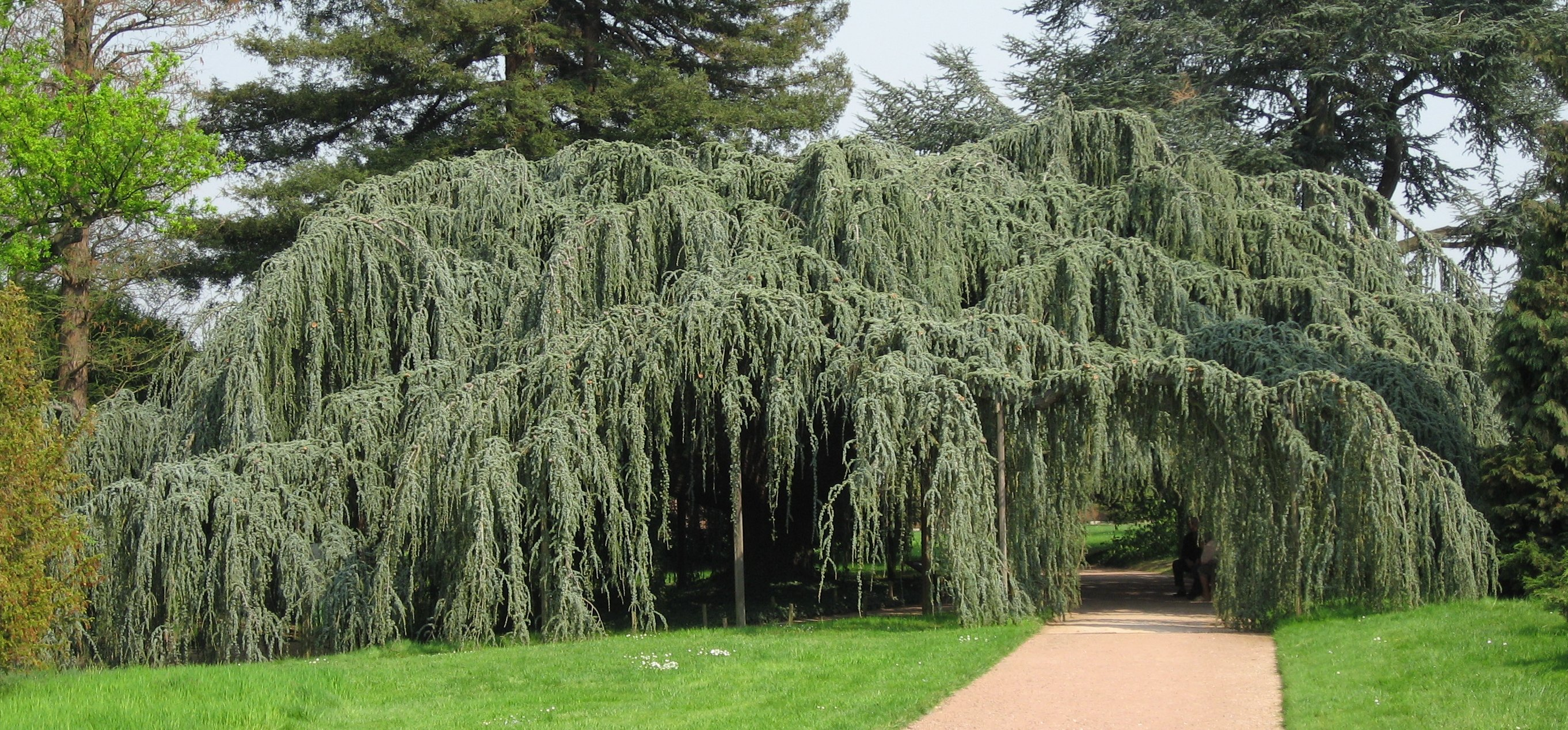
'Glauca Pendula', planté en 1895
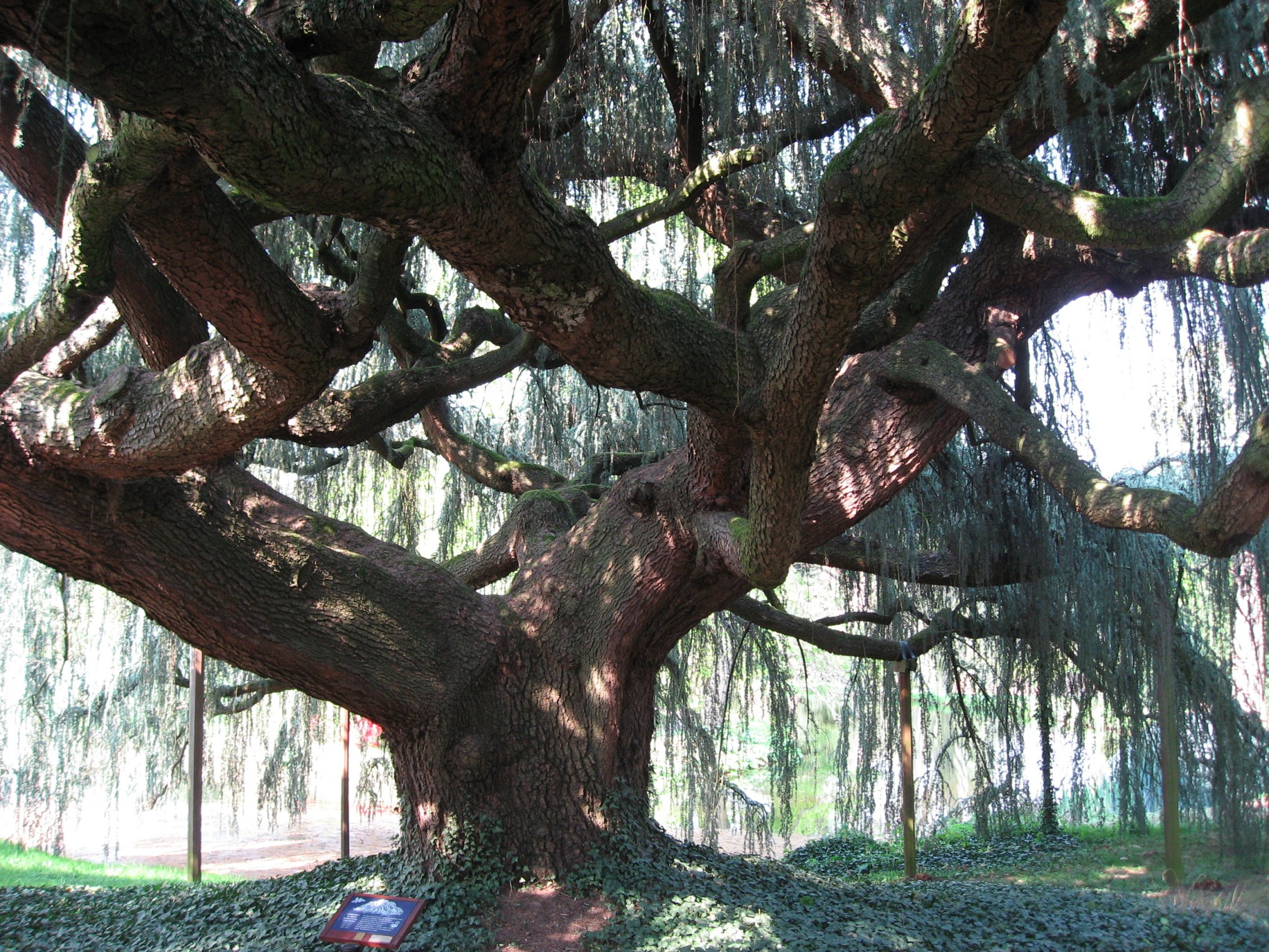
Tronc du 'Glauca Pendula', en 2007
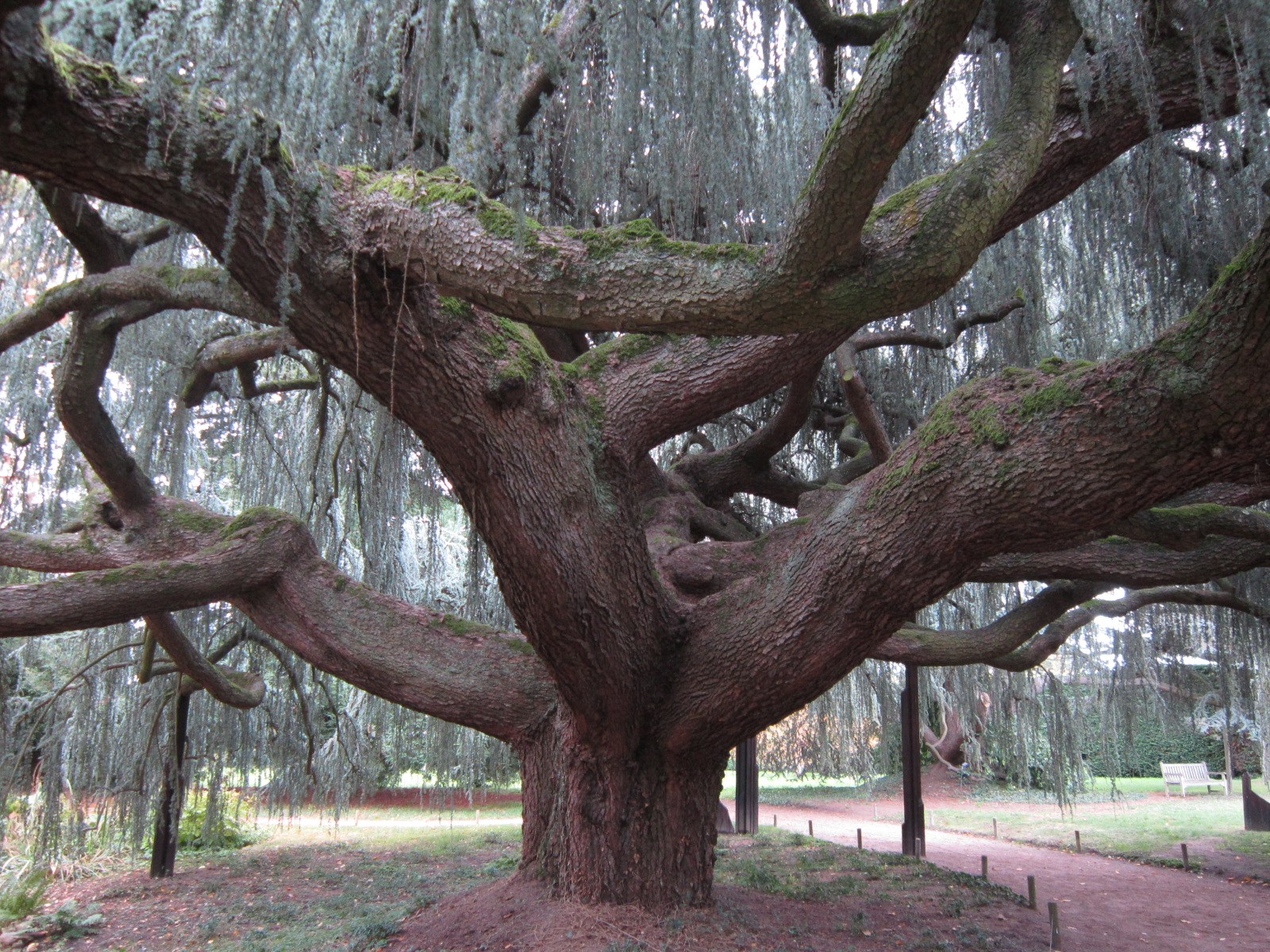
Tronc du 'Glauca Pendula', en 2012

## Galerie d'images

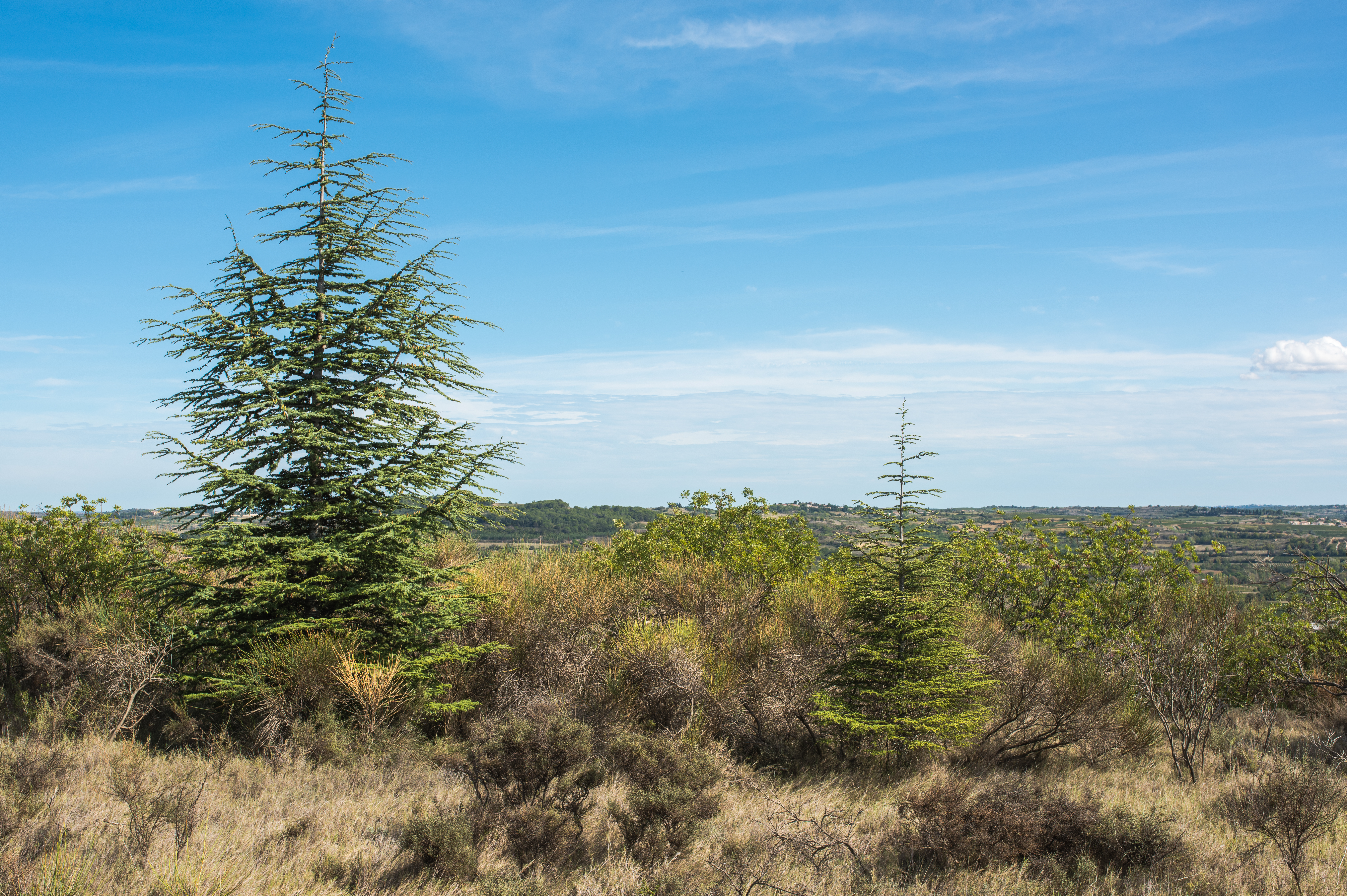
Jeunes individus dotés d'un port pyramidal à Murviel-lès-Béziers
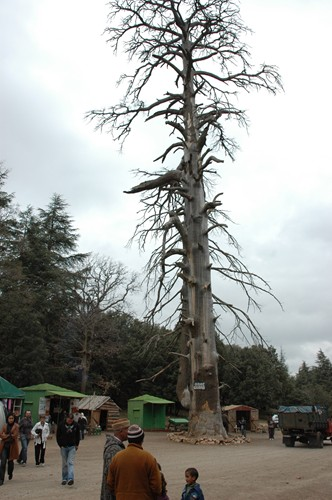
Le cèdre de Gouraud à Azrou (Maroc)
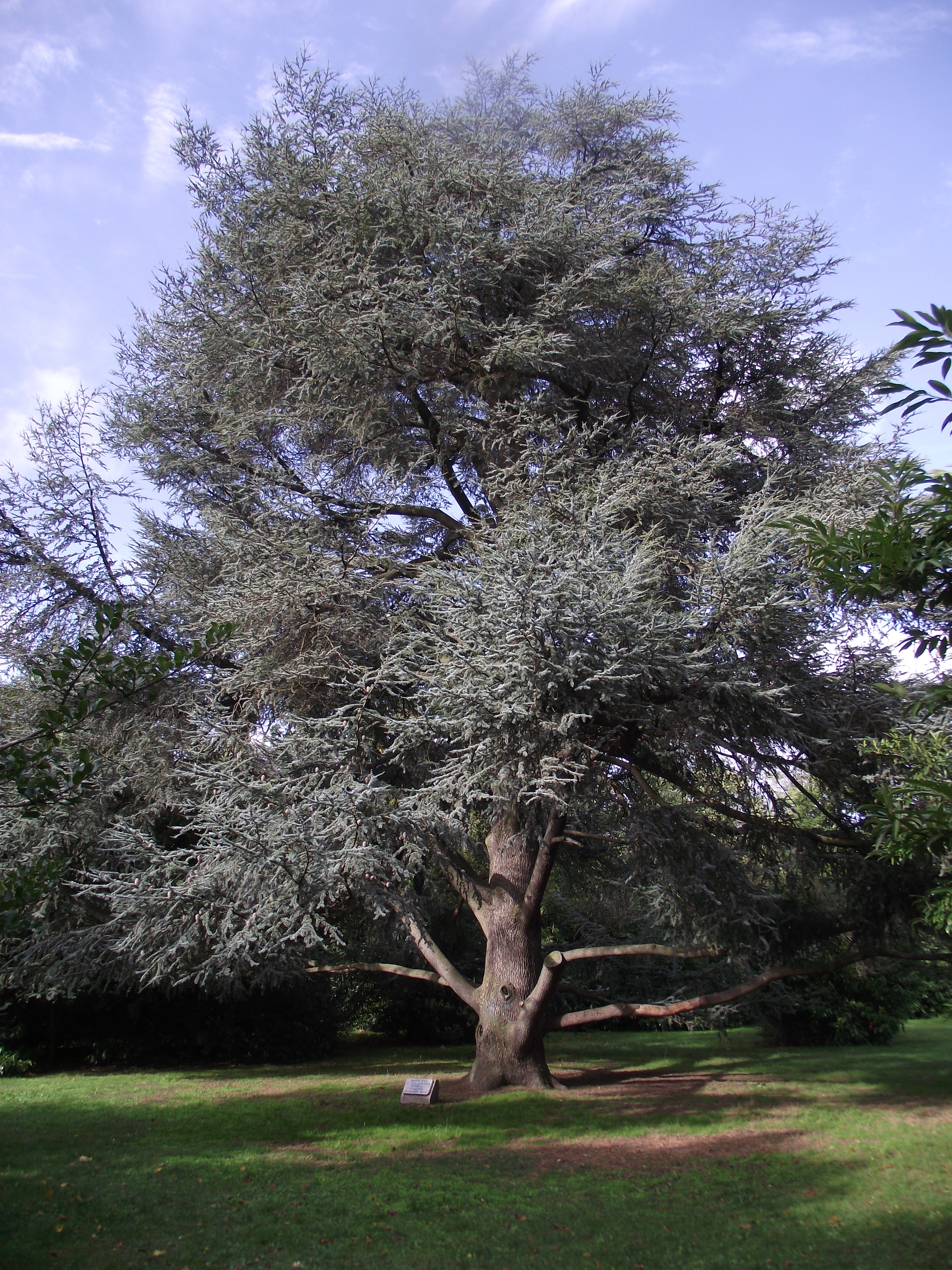
Cèdre bleu de l'Atlas à Vigneux-sur-Seine
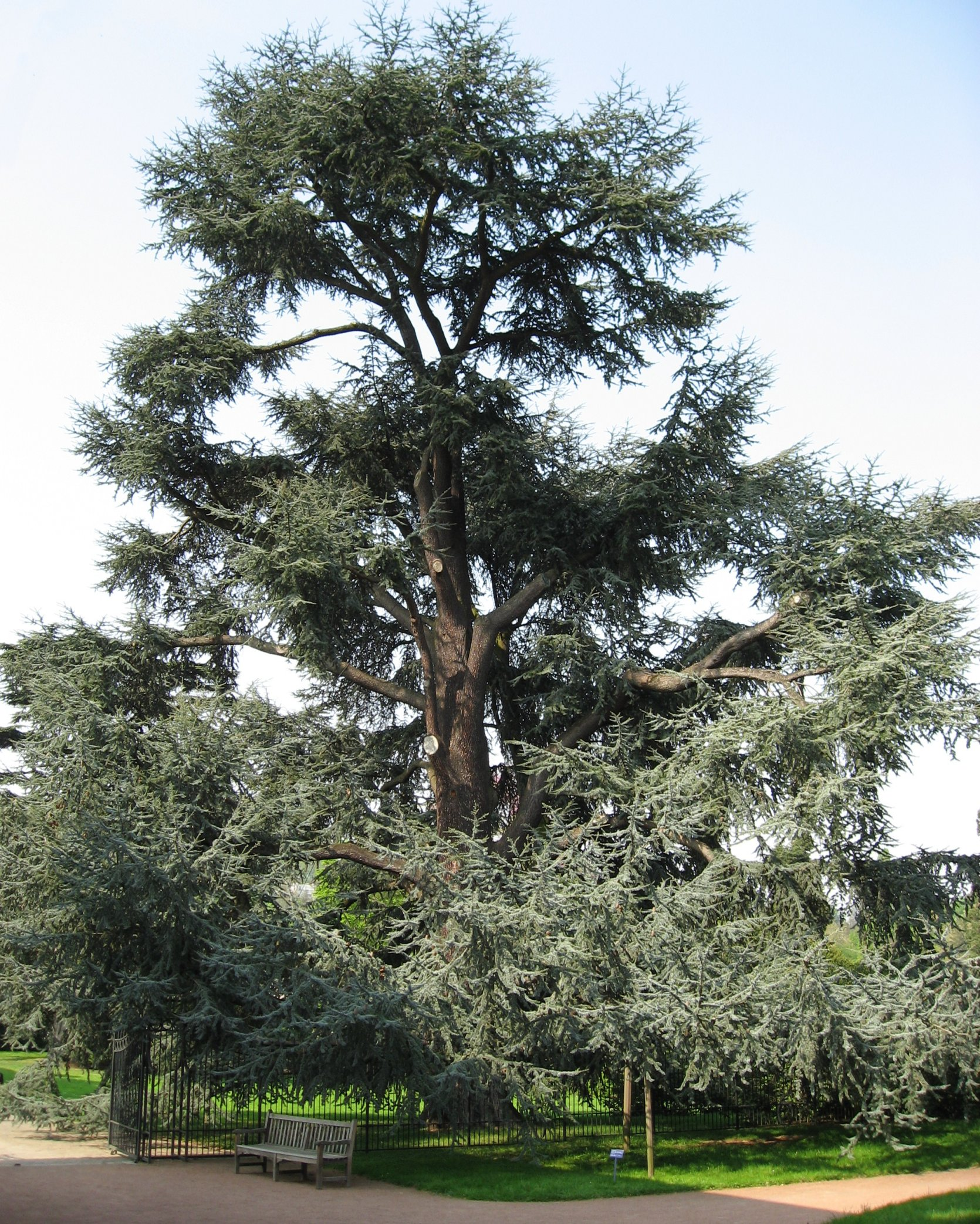
Cèdre 'Glauca', Arboretum de la Vallée-aux-Loups à Châtenay-Malabry
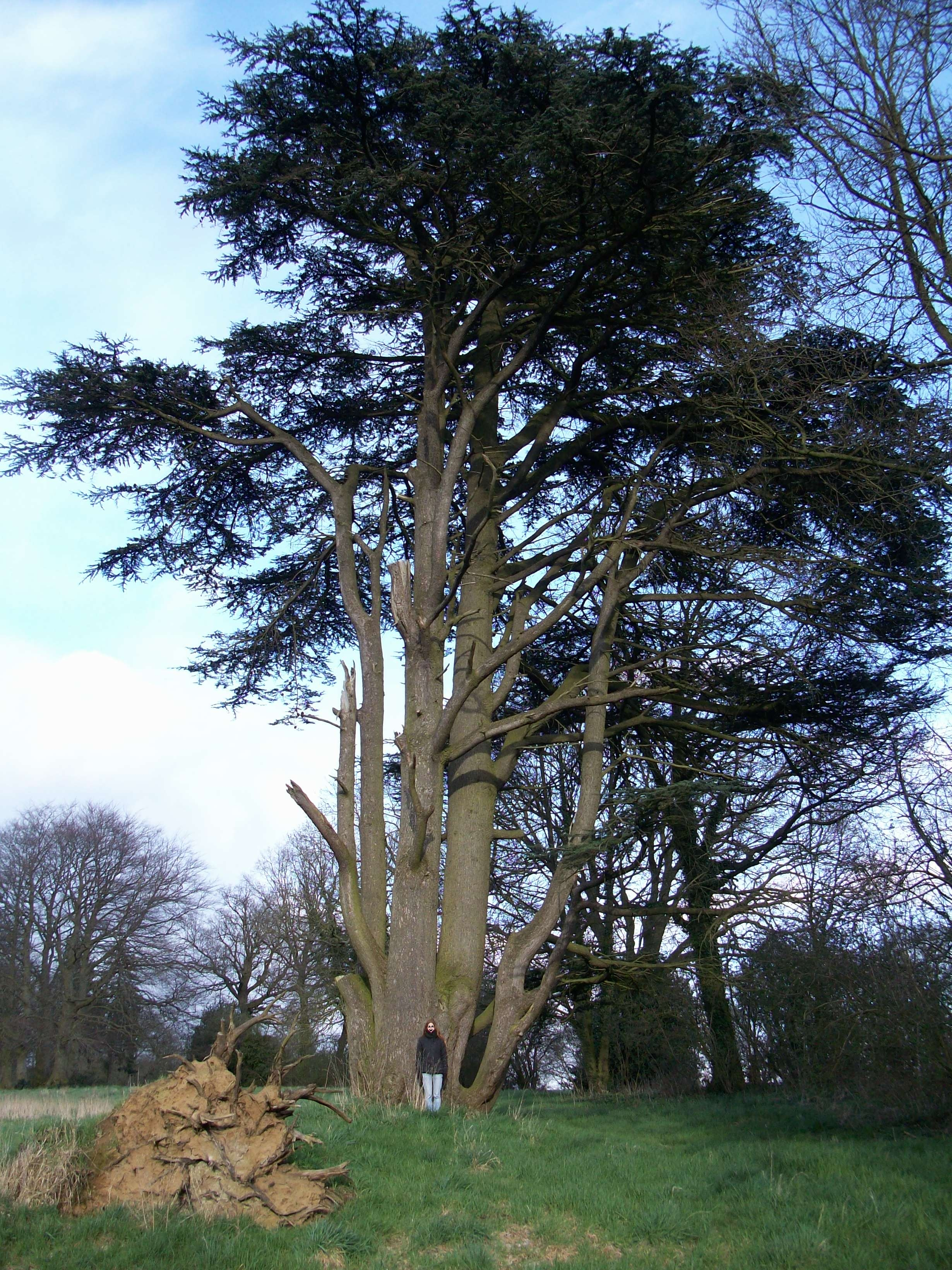
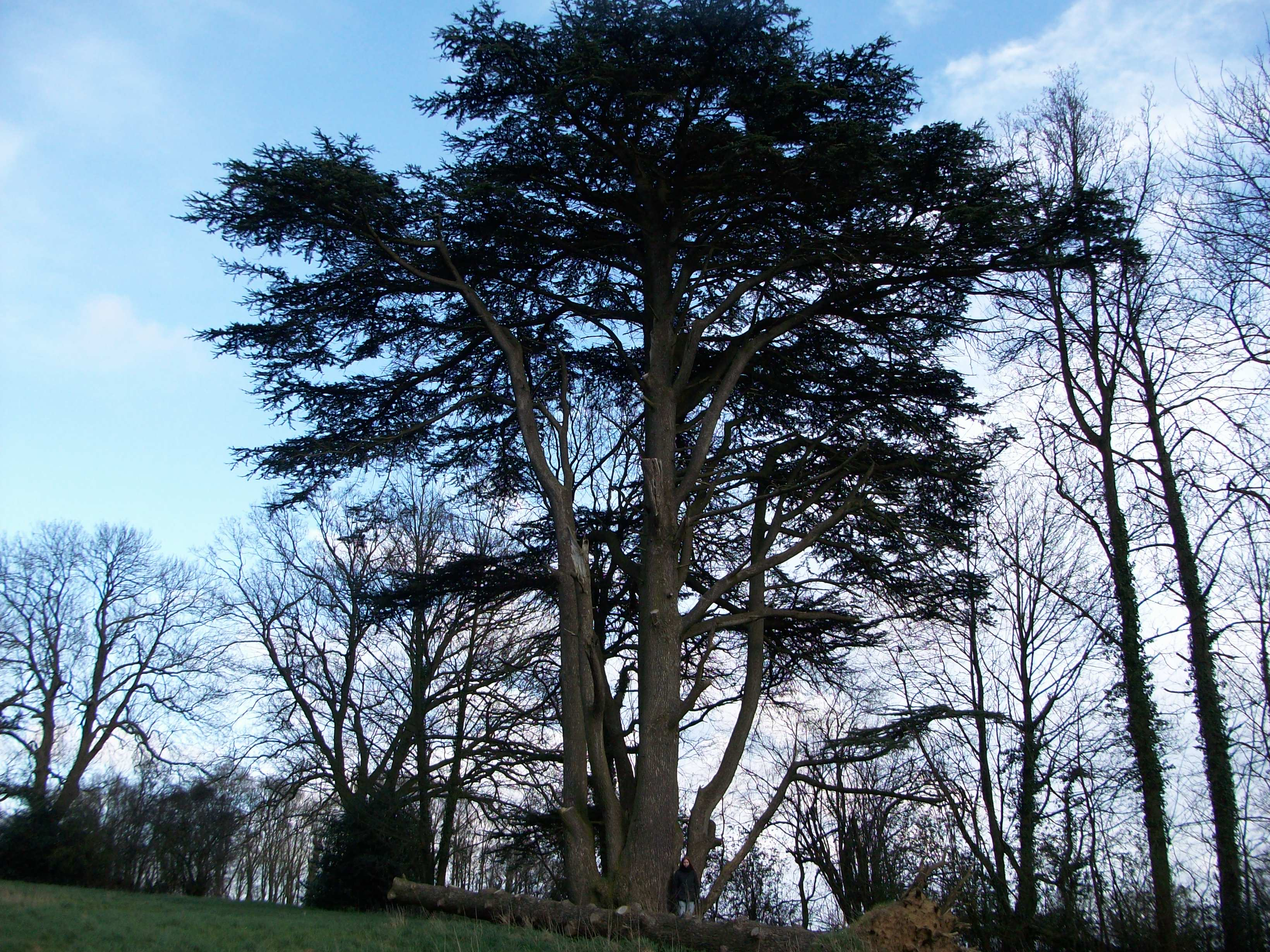

## Culture
Le cèdre de l'Atlas supporte tous types de sol à condition qu'il soit bien drainé. Il supporte mal les expositions venteuses et les gels printaniers. En zone non humide, il supporte, une fois bien installé, des températures descendant jusqu'à -25 °C aussi bien que la sécheresse estivale. Il est conseillé d'arroser les jeunes sujets lors des fortes sécheresses.
Mieux vaut le multiplier par semis car l'espèce n'aime pas les transplantations.

### Maladies et ravageurs
Le cèdre de l'Atlas peut-être attaqué par la processionnaire du pin (Thaumetopoea pityocampa) qui attaque également les pins ou par la processionnaire du cèdre (Thaumetopoea bonjeani) qui lui est spécifique. La tordeuse Acleris undunala provoque également des dessèchements sur de nombreux arbres à l'échelle de massifs entiers. Les pucerons Cedrobium laportei et Cinara cedri s'attaquent aux jeunes rameaux ou aux aiguilles.
Le champignon Phellinus chrysoloma provoque une pourriture du bois.

## Répartition
Le cèdre de l'Atlas est originaire d'Afrique du Nord ; il se trouve au Maroc (Moyen Atlas, Rif et Haut Atlas oriental) et en Algérie (Atlas blidéen, Aurès, Kabylie, Ouarsenis). Cette espèce est endémique au Maroc et Algérie.
Le cèdre de l'Atlas vit dans les zones montagneuses et les cédraies se développent entre une altitude de 1 500 et 2 500 m, avec une préférence pour les versants nord et ouest beaucoup plus arrosés. La sécheresse des dernières années et surtout une déforestation galopante ont considérablement réduit son aire de répartition.
Le cèdre de l'Atlas fut introduit pour la première fois en France par le pépiniériste Sénéclauze, en 1839. Il fait la joie des jardins publics et des châteaux, par son acclimatation facile et son allure, imposante et gracieuse à la fois.
Près d'Ifrane, le cèdre de Gouraud, un individu du Moyen Atlas, qui est, par l'aspect bizarre de son port (le général Gouraud, qui a été en poste au Maroc, avait perdu son bras droit, or ce cèdre n'a qu'une grosse branche latérale), une attraction touristique, est en train d'agoniser à l'âge de 800 ans.
Le Maroc compte la plus grande superficie de cèdres d'Atlas au Maghreb occidental. À peu près 133 000 hectares de cèdres d'Atlas se concentrent dans les zones humides marocaines (Rif Occidentale, Moyen-Atlas et Haut-Atlas Oriental). L'Algérie compte une deuxième place avec environ 15 000 hectares.
L'écosystème des cèdres est menacé par le dérèglement climatique et la pression des hommes, et le pays cherche désormais à protéger ce précieux patrimoine végétal.
Essence noble des forêts marocaines, le Cedrus atlantica est peu connu comparé à son cousin libanais, le Cedrus libani - même si celui-ci, victime de la déforestation, ne couvre désormais plus que 2 000 hectares au Liban, le « pays du Cèdre ».
Au Maroc pourtant, le cèdre est considéré comme un « trésor national », parce qu'il est à la fois atout touristique, gagne-pain des bergers et arbre dont le bois est très prisé des ébénistes. Une demande de classement en « réserve de biosphère » et « patrimoine mondial » est à l'étude.

## Utilisation
Espèce forestière importante, on utilise son bois fin, léger et aromatique en ébénisterie ou pour en faire des charpentes.
Sa résine odorante était utilisée pour embaumer les momies.